# Le Bourg-Dun

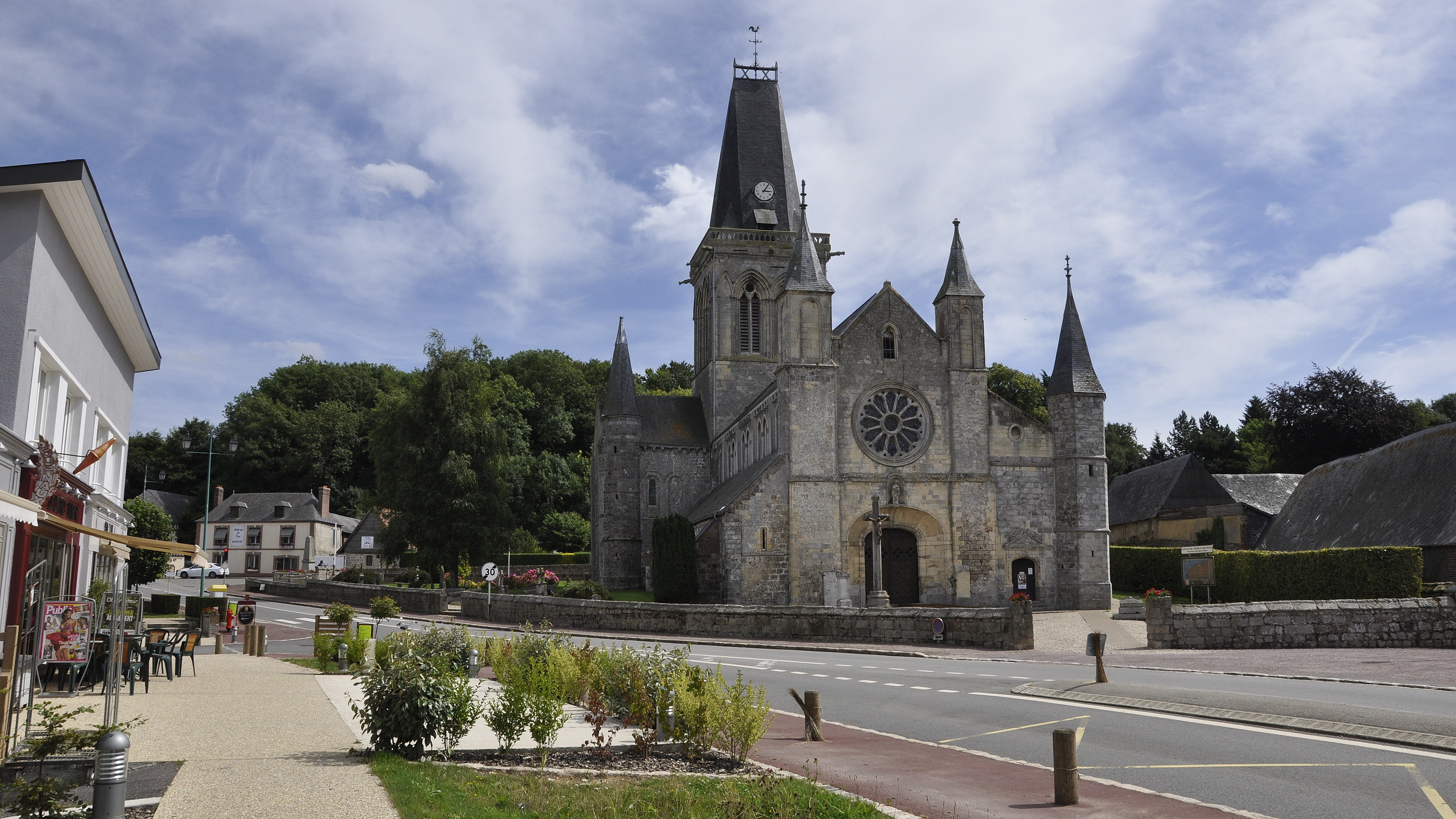
De Onze-Lieve-Vrouwkerk te Le Bourg-Dun

Le Bourg-Dun is een gemeente in het Franse departement Seine-Maritime (regio Normandië) en telt 440 inwoners (1999). De plaats maakt deel uit van het arrondissement Dieppe.

## Geografie
De oppervlakte van Le Bourg-Dun bedraagt 14,6 km², de bevolkingsdichtheid is 30,1 inwoners per km².
De onderstaande kaart toont de ligging van Le Bourg-Dun met de belangrijkste infrastructuur en aangrenzende gemeenten.

## Demografie
Onderstaande figuur toont het verloop van het inwonertal (bron: INSEE-tellingen).

## Bezienswaardigheid
- de Onze-Lieve-Vrouwkerk van Bourg-Dun, uit de tweede helft van de 11e eeuw. Het is een van de meest majestueuze kerken uit de Pays de Caux.